# Mardraum: Beyond the Within
Mardraum: Beyond the Within peti je studijski album norveškog metal-sastava Enslaved. Diskografska kuća Osmose Productions objavila ga je 25. rujna 2000. 

## Popis pjesama
| 1.    | »Større enn tid – Tyngre enn natt«       | Ivar Bjørnson                               | Bjørnson, Roy Kronheim | Veće od vremena, teže od noći | 10:06 |
| 2.    | »Daudningekvida«                         | Per Husebø                                  | Bjørnson, Kronheim     | Himna mrtvih                  | 3:30  |
| 3.    | »Entrance – Escape«                      | Kronheim                                    | Bjørnson               |                               | 7:42  |
| 4.    | »Ormgard«                                | Bjørnson                                    | Bjørnson               | Košnica                       | 5:28  |
| 5.    | »Æges draum«                             | Bjørnson                                    | Kronheim               | Ægin san                      | 4:42  |
| 6.    | »Mardraum«                               | Bjørnson, Grutle Kjellson, Husebø, Kronheim | Bjørnson               | Noćna mora                    | 3:39  |
| 7.    | »Det endelege riket«                     | Bjørnson                                    | Bjørnson               | Konačno carstvo               | 5:19  |
| 8.    | »Ormgard II: Kvalt i kysk høgsong«       | Bjørnson, Kjellson                          | Bjørnson               | Košnica II: Ugušen čistoćom   | 3:44  |
| 9.    | »Krigaren eg ikkje kjende«               | Kjellson                                    | Kjellson               | Nepoznati ratnik              | 6:31  |
| 10.   | »Stjerneheimen«                          | Bjørnson                                    | Bjørnson, Kronheim     | Zvjezdani dom                 | 5:46  |
| 11.   | »Frøyas smykke« (instrumentalna skladba) |                                             | Bjørnson               | Freyjina ogrlica              | 1:54  |
| 58:29 |                                          |                                             |                        |                               |       |

## Recenzije
| Recenzije           | Recenzije |
| Izvor               | Ocjena    |
| ------------------- | --------- |
| AllMusic            | [ 1 ]     |
| Brave Words         | 10/10     |
| Chronicles of Chaos | 8/10      |
| Sputnikmusic        | 3,5/5     |

Album je dobio pozitivne kritike. Jason Anderson dao mu je četiri zvjezdice od njih pet u recenziji za AllMusic zaključivši: „Usprkos tomu što katkad pretjeruje s ekstremnim metalom, album je prožet jedinstvenim ozračjem i odlučnošću, što bi trebalo zainteresirati obožavatelje žanra (a ne samo sastava). Premda se Frost uglavnom smatra najkvalitetnijim Enslavedovim albumom, s pravom se može reći da je takav i Mardraum zbog glazbenih vještina [članova skupine] i mahnitih aranžmana.” U recenziji za Chronicles of Chaos Chris Flaaten dao mu je osam bodova od njih deset; izjavio je da je „Enslaved jednostavno snimio odličan album koji će se svidjeti svim obožavateljima ekstremnog metala” i da „ne bi trebao razočarati obožavatelje prijašnjih radova [skupine]”. Atanamar Sunyata u svojem je osvrtu napisanu za Metal Injection izjavio da Enslavedovi članovi na Mardraumu „oprimjeruju neobuzdanost i virtuozno utjelovljuju kaos” te da je to „najveći skok za sastav, zdanje koje se ne može ponovno sagraditi ili posjetiti”.
Robert Davis dao mu je tri i pol boda od njih pet u osvrtu za Sputnikmusic zaključivši da skupina na uratku „poboljšava [osobine] svojeg black metalom nadahnutnog razdoblja s početka devedesetih” i da je Mardraum „dobar uvod u eksperimentalnu stranu [sastava], kojom se u karijeri dosad uspješno služio”. U recenziji za Brave Words Tim Henderson dao mu je deset bodova od njih deset izjavivši da na njemu skupina „nemilosrdno razara poput meteorskog pljuska koji za sobom neizbježno ostavlja ruševine i nasilno ludilo”; naposljetku ga je opisao „odličnim i nenadmašenim”.

## Zasluge
| Enslaved - Grutle Kjellson – bas-gitara, elektronika, vokal, aranžman, produkcija, miksanje - Ivar Bjørnson – gitara, klavijature, sintesajzer, perkusija, aranžman, produkcija, miksanje - Richard „Roy” Kronheim – gitara, aranžman, produkcija, miksanje - Dirge Rep – bubnjevi, perkusija, aranžman, produkcija, miksanje | Ostalo osoblje - Lars Szöke – inženjer zvuka - Peter Tägtgren – snimanje, inženjer zvuka, miksanje |